# Keisha Lance Bottoms
Keisha Lance Bottoms (née le 18 janvier 1970 à Atlanta) est une femme politique américaine. Elle est maire d'Atlanta de 2018 à 2022.

## Biographie

### Enfance et éducation
Keisha Lance est la fille de Major Lance, auteur et interprète de rhythm and blues, et de Sylvia Robinson,. Elle grandit à Atlanta. Elle est diplômée de la Frederick Douglass High School, puis titulaire d'un baccalauréat universitaire en communication à la Florida Agricultural and Mechanical University et d'un diplôme en droit et un juris doctor de la Georgia State University College of Law (en),.

### Carrière politique
De 2010 à 2018, elle siège au conseil municipal d'Atlanta. Le 5 décembre 2017, elle est élue maire de la ville au deuxième tour face à Mary Norwood (en), et prend ses fonctions le 2 janvier 2018.
Son nom est avancé comme une possible colistière du démocrate Joe Biden pour l'élection présidentielle de novembre 2020. À ce titre, sa gestion de la crise sanitaire du Covid-19, puis des manifestations dans sa ville contre les violences policières subies par la communauté noire, ont été particulièrement suivies,,.
Le 6 mai 2021, elle annonce qu'elle ne briguera pas un deuxième mandat lors de l'élection du mois de novembre suivant.
Le 1er juillet 2022, elle devient haute conseillère du président des États-Unis Joe Biden.

### Vie privée
Keisha Lance épouse Derek Bottoms, un avocat, en 1994 à l'église méthodiste unie Ben Hill d'Atlanta. Le couple a adopté une fille et trois garçons.